# Piramide dei rifiuti

La gerarchia dei rifiuti.

Versione migliorata della gerarchia.

Le tre frecce del logo del riciclo. A volte viene accompagnata dal testo "Riduci, riutilizza e ricicla".

La piramide dei rifiuti o gerarchia dei rifiuti è uno strumento utilizzato nella valutazione dei processi che proteggono l’ambiente e, in parallelo, al consumo di risorse e di energia dalle azioni più favorevoli a quelle meno favorevoli. La gerarchia stabilisce le priorità del programma in base alla sostenibilità. Per essere sostenibile, lo smaltimento dei rifiuti non può essere risolto solo con la tecnologia “end-of-pipe” (di fine ciclo) ma è necessario un approccio integrato.
La gerarchia della gestione dei rifiuti indica un ordine di preferenza per azioni che riducono e trattano i rifiuti, e si presenta di solito nella forma di una piramide. La gerarchia racchiude lo sviluppo dei materiali o dei prodotti attraverso fasi successive di gestione dei rifiuti e rappresenta l’ultimo stadio del ciclo della vita per ogni prodotto.
La finalità della gerarchia dei rifiuti è ottenere il massimo beneficio concreto dai prodotti e di generare la minima quantità di scarti. La corretta applicazione della gerarchia dei rifiuti può portare a diversi benefici. Può aiutare a prevenire le emissioni di gas serra, ridurre gli inquinanti, risparmiare energia, conservare risorse, creare posti di lavoro e stimolare lo sviluppo delle cosiddette tecnologie “Green”.

## Il ciclo di vita
Tutti i prodotti e i servizi hanno un impatto ambientale, dall'estrazione dei materiali grezzi per i prodotti all’industria, alla distribuzione, all’utilizzo ed allo smaltimento. Nella maggior parte dei casi, seguire la gerarchia dei rifiuti, porterà alla scelta più efficiente in termini di risorse e più rispettosa dell'ambiente, ma in alcuni casi rafforzare le decisioni all'interno della gerarchia o discostarsene può portare a migliori risultati ambientali.
Il pensiero e la valutazione del ciclo di vita possono essere utilizzati per supportare il processo decisionale nell'area della gestione dei rifiuti e per identificare le migliori opzioni per l’ambiente. Può aiutare i responsabili politici a comprendere i vantaggi e i compromessi che devono affrontare quando prendono decisioni sulle strategie di gestione dei rifiuti. La valutazione del ciclo di vita fornisce un approccio per garantire che il miglior risultato per l'ambiente possa essere identificato e messo in atto. Si tratta di esaminare tutte le fasi della vita di un prodotto per trovare dove è possibile apportare miglioramenti per ridurre l'impatto ambientale e migliorare l'uso o il riutilizzo delle risorse. Un obiettivo chiave è quello di evitare le azioni che spostano gli impatti negativi da una fase all'altra. Il concetto di ciclo di vita può essere applicato alle cinque fasi della gerarchia della gestione dei rifiuti.
Ad esempio, l'analisi del ciclo di vita ha dimostrato che spesso è meglio per l'ambiente sostituire una vecchia lavatrice, nonostante i rifiuti prodotti, piuttosto che continuare ad utilizzarne una vecchia, meno efficiente dal punto di vista energetico. Questo perché il maggiore impatto ambientale di una lavatrice è durante la fase di utilizzo. L'acquisto di una macchina ad alta efficienza energetica e l'utilizzo di detersivi a bassa temperatura riducono l'impatto ambientale.
La direttiva quadro dell'Unione Europea sui rifiuti ha introdotto il concetto di ciclo della vita dei rifiuti. Questo approccio duale offre una visione più ampia di tutti gli aspetti ambientali e garantisce che qualsiasi azione abbia un vantaggio complessivo rispetto ad altre opzioni. Le azioni per trattare i rifiuti lungo la gerarchia dovrebbero essere compatibili con altre iniziative ambientali.

## Unione Europea
La gerarchia europea dei rifiuti fa riferimento alle 5 fasi incluse nell'articolo 4 della Direttiva Quadro Rifiuti:
Prevenzioneprevenire e ridurre la produzione di rifiuti.
Riutilizzo e preparazione per il riutilizzodando ai prodotti una seconda vita prima che diventino rifiuti.
Ricicloqualsiasi operazione di recupero mediante la quale i materiali di scarto vengono rielaborati in prodotti, materiali o sostanze, sia per l'uso originale che per altri scopi. Esso comprende il compostaggio e non comprende l'incenerimento.
Recuperoqualsiasi operazione il cui principale risultato sia di permettere ai rifiuti di svolgere un ruolo utile, sostituendo altri materiali che sarebbero stati altrimenti utilizzati per assolvere una particolare funzione o di prepararli ad assolvere tale funzione.
Smaltimentoprocessi per lo smaltimento dei rifiuti, che includono discarica, incenerimento, pirolisi, gassificazione e altre soluzioni definitive.
Secondo la direttiva quadro sui rifiuti, la gerarchia europea dei rifiuti è giuridicamente vincolante, tranne nei casi in cui può essere necessario che specifici gruppi di rifiuti si discostino da essa. Ciò dovrebbe essere giustificato sulla base del pensare al ciclo di vita.

## Storia
La gerarchia dei rifiuti è un concetto apparso attualmente in letteratura e nelle legislazioni di alcuni Stati membri dell’Unione Europea, ma prima della Direttiva Quadro Rifiuti del 2008 non faceva parte della legislazione europea. La direttiva Quadro Rifiuti del 1975 infatti non conteneva nessun riferimento ad essa.
Nel 1975, La direttiva Quadro Rifiuti dell’U.E. (1975/442/EEC) ha introdotto per la prima volta il concetto di gerarchia dei rifiuti nella politica europea dei rifiuti. Essa sottolinea inoltre l’importanza della minimizzazione dei rifiuti e della salvaguardia dell’ambiente e della salute umana come priorità fondamentale.
Sulla base di questa direttiva, la politica e le legislazioni Europee si sono così adattate ai principi della gerarchia dei rifiuti
Nel 1989 si è formalizzata come una gerarchia di opzioni di gestione nella Commissione Europea per le strategie comunitarie per la gestione dei rifiuti ed è stata ulteriormente approvata da una revisione della commissione nel 1996.
Nella prima proposta di legge del 2006, la Commissione Europea aveva suggerito 3 livelli di gerarchia, così suddivisi: 1- Prevenzione e riutilizzo, 2- Riciclo e recupero (attraverso l’incenerimento), 3-Smaltimento.
Questa suddivisione è stata fortemente criticata perché poneva il riciclo allo stesso livello dell’incenerimento, in quanto ciò era in linea con le disposizioni pro-incenerimento della Commissione Europea. La pressione da parte delle Organizzazioni non governative e dagli Stati membri portò dall’iniziale gerarchia a 3 livelli non vincolante ad una gerarchia a 5 livelli più vincolante.
Nel 2008 questa direttiva (2008/98/EC) è stata introdotta anche nella legislazione degli Stati membri e nelle leggi nazionali per la gestione dei rifiuti.
L’articolo 4 della direttiva declina 5 livelli di gerarchia nella gestione dei rifiuti che deve essere applicata dagli Stati membri come un ordine di altissima priorità.
La prevenzione dei rifiuti, come opzione preferenziale, è seguita dal riutilizzo, dal riciclo, dal recupero, compreso quello dell’energia, e dallo smaltimento sicuro come opzione finale.
Tra gli ingegneri esiste una strategia simile in tema di gestione dei rifiuti, chiamata strategia ARRE: avoid, reduce, recycle, eliminate (Evita, Riduci, Ricicla, Elimina).

## Attuazione pratica
Il compito di implementare la gerarchia dei rifiuti all’interno delle pratiche manageriali di uno Stato potrebbe essere delegato a diversi livelli di governo (nazionale, regionale o locale), o ad altri possibili soggetti come le industrie, le compagnie private o le famiglie. Le autorità regionali e locali possono essere messe particolarmente in difficoltà da una serie di problemi, di seguito elencati, che potrebbero presentarsi quando ci si approccia a questa gerarchia.
- È necessario impostare una strategia di gestione dei rifiuti coerente
- È necessario stabilire un sistema di raccolta e smistamento per i diversi rifiuti
- È necessario costruire adeguate strutture per il trattamento e lo smaltimento dei rifiuti
- È necessaria una cooperazione orizzontale tra le autorità locali e municipali e una cooperazione verticale tra i diversi livelli di governo, dai locali ai regionali e, quando necessario, persino nazionali
- È necessario trovare delle fonti di finanziamento per stabilire o rinnovare il costo dei rifiuti sostenibili
- È necessario colmare la mancanza di dati riguardanti le strategie di gestione dei rifiuti e cercare nuovi requisiti per ampliare il programma
- È necessario stabilire il controllo dell’applicazione dei piani e delle pratiche aziendali per massimizzare i benefici per l’ambiente e per la salute umana
- Esiste una mancanza di capacità amministrativa a livello regionale e locale; è necessario colmare la lacuna di fondi, informazioni e competenza tecnica per un effettivo incremento e successo delle politiche dei rifiuti

## Riduzione alla fonte
La riduzione alla fonte comporta sforzi per ridurre i rifiuti pericolosi e altri materiali modificando la produzione industriale. I metodi di riduzione alla fonte comportano cambiamenti nella tecnologia di produzione, nell'input di materie prime e nella produzione dei prodotti. A volte, il termine "prevenzione dell'inquinamento" può riferirsi alla riduzione alla fonte.
Un altro metodo di riduzione alla fonte consiste nell’aumentare gli incentivi al riciclaggio. Molte comunità negli Stati Uniti stanno implementando prezzi a tariffa variabile per lo smaltimento dei rifiuti (noto anche come Pay As You Throw - PAYT, cioè paga ciò che butti) che si è rivelato efficace nel ridurre le dimensioni del flusso dei rifiuti urbani.
La riduzione alla fonte è tipicamente misurata in termini di efficienza e di riduzione dei rifiuti. La riduzione dell'uso di sostanze tossiche misura la riduzione dell'uso a monte di materiali tossici ed enfatizza gli aspetti più preventivi della riduzione alla fonte ma è stata contestata duramente dai produttori di sostanze chimiche.
I programmi di riduzione dell'uso di sostanze tossiche sono stati istituiti dalla legislazione di alcuni stati, ad esempio Massachusetts, New Jersey e Oregon.